# 蘭道氏棘花鱸
兰道氏棘花鲈，又稱倫氏棘花鮨、倫氏棘花鱸（学名：Plectranthias randalli），為輻鰭魚綱鱸形目鱸亞目鮨科的其中一種，分布於西太平洋的台灣及新喀里多尼亞海域，棲息深度80-300公尺，體長可達11.1公分，生活在礁石區，為底棲性魚類，屬肉食性，生活習性不明。

## 擴展閱讀
維基物種上的相關：倫氏棘花鮨